# ドミトリー・グーセフ
ドミトリー・ニコラエヴィチ・グーセフ（Дмитрий Николаевич Гусев；1894年10月14日 - 1957年8月25日）は、ソ連の軍人。大将。ソ連邦英雄。

## 経歴
ウリヤノフスク州コルスン村出身。1916年、ロシア帝国軍に召集され、1917年に准尉学校を卒業し、第一次世界大戦に従軍。1919年から赤軍に入隊し、ロシア内戦時、東部戦線で連隊長補佐官となった。1926年、「狙撃」課程を修了。以後、狙撃大隊長、連隊長、師団長を歴任。参謀勤務を経て、M.V.フルンゼ名称軍事アカデミーで講師を務めた。1940年7月から沿バルト軍管区参謀次長。
独ソ戦時、1941年8月から第48軍参謀長、同年9月からレニングラード戦線参謀次長、10月から同戦線参謀長となり、レニングラード攻防戦に参加。1944年4月から第21軍司令官となり、ヴイボルグ、サンドミール・シュレジェン、上シュレジェン、プラハ作戦に参加。第二次世界大戦中の功績に対して、ソ連邦英雄称号を授与された。
戦後、1946年～1949年までレニングラード軍管区司令官。1950年、参謀本部軍事アカデミー附属高等学術課程を修了。1950年、東シベリア軍管区司令官、1951年、ザバイカル軍管区司令官。1953年5月から国防省。1955年に退役。
第2期ソ連最高会議代議員。

## パーソナル
ソ連邦英雄。レーニン勲章4個、赤旗勲章3個、一等スヴォーロフ勲章、一等クトゥーゾフ勲章、赤星勲章を受章。